# NGC 6025
NGC 6025（Caldwell 95、Melotte 139）は、みなみのさんかく座の方角に約2700光年離れた位置にある散開星団である。1751年から1752年に南アフリカへ観測旅行中のニコラ・ルイ・ド・ラカーユによって発見された。